# 葛城御県神社
葛城御県神社（かつらぎみあがたじんじゃ）は、奈良県葛城市葛木にある神社である。式内社で、旧社格は村社。大和国に6つある御縣神社の1つである。

## 祭神
劔根命を主祭神とし、天津日高日子番能瓊瓊杵命を配祀する。ただし、元々の祭神は天津日高日子番能瓊瓊杵命であり、劔根命は明治5年に祀られたものである。劔根命は、『日本書紀』に神武東征の論功行賞により葛城国造に任じられたと記される人物である。なお、社名の葛城縣主（葛城主殿縣主）の祖神は劔根命の兄にあたる生玉兄日子命である。

## 歴史
創立の年代は不詳である。元々は現在地より100メートル東に鎮座していた。延喜式神名帳に「大和国葛下郡 葛木御縣神社」と記載され、大社に列している。
いつの時代からか境内に八王山西光寺が建立され、後に神社の方は衰えた。1601年（慶長6年）、当地の領主桑山氏は自らの産土神である尾張国海東郡の諸鍬神社を三才山（伝飯豊天皇陵）に勧請し、それに当社を合祀した。
1864年（元治元年）、葛城御県神社を諸鍬神社より分離し旧社地に復しようとしたが、その地には西光寺があるため、その西の現在地に遷座した。1874年（明治6年）に村社に列格した。